# Final Fantasy XV
Final Fantasy XV (ファイナルファンタジーXV Fainaru Fantajī Fifutīn) là một game thuộc thể loại nhập vai hành động được hãng Square Enix phát triển và phát hành cho hệ máy PlayStation 4 và Xbox One vào ngày 29 tháng 11 năm 2016, và sẽ được phát hành cho hệ máy PC vào đầu năm 2018. Đây là phần thứ mười lăm trong dòng game Final Fantasy và là một phần phụ của dòng game mang tên gọi Fabula Nova Crystallis bao gồm cả Final Fantasy XIII và Final Fantasy Type-0. Lúc đầu là một spin-off mang tên Final Fantasy Versus XIII (ファイナルファンタジーヴェルサスXIII Fainaru Fantajī Verusasu Sātīn) độc quyền cho PlayStation 3, được coi là sự đổi hướng lớn từ các phiên bản trước đây, mang đến một bầu không khí tối tăm tập trung vào nhân vật con người thực tế hơn so với các phiên bản trước đó. Trò chơi có một môi trường thế giới mở và hệ thống chiến đấu hành động tương tự như dòng game Kingdom Hearts và Type-0, kết hợp với khả năng chuyển đổi vũ khí và các yếu tố khác như lái xe và cắm trại.
Final Fantasy XV diễn ra trong một thế giới tương tự như Trái Đất ngày nay. Các quốc gia trên thế giới một lần nữa đã tiến hành chiến tranh giành quyền kiểm soát các viên tinh thể của thế giới, và tất cả ngoại trừ quốc gia của Lucis đành cam chịu thua cuộc và thụt lùi xuống xã hội như thời Trung cổ. Noctis Lucis Caelum, một hoàng tử của vương quốc Lucis có được quyền năng ma thuật từ lần bị kinh nghiệm cận tử.Trong lúc rời quê nhà để đến kết hôn với Lunafreya Nox Fleuret (là công chúa của Tenebrae) thì quốc gia quân sự Niflheim bất ngờ xâm lược Lucis vào đêm trước khi diễn ra các cuộc đàm phán hòa bình cuối cùng giữa hai nước.Khi Noctis đã biết được mọi chuyện, anh cùng 3 người bạn quay về bắt đầu hướng tới việc đánh bại các lực lượng của Niflheim và giải cứu những viên tinh thể thoát khỏi sự kiểm soát của họ.
Final Fantasy XV bắt đầu sản xuất một thời gian ngắn trước khi nó được công bố vào tháng 5 năm 2006. Thời gian phát triển lâu dài của trò chơi và sự vắng mặt khỏi tầm mắt công chúng đã làm phát sinh nhiều tin đồn liên quan đến việc hủy bỏ có thể của nó hoặc chuyển sang nền tảng khác. Vào tháng 6 năm 2013, tựa game cuối cùng mới tiết lộ đã được đổi tên và chuyển sang hệ máy khác từ PlayStation 3 sang PlayStation 4 và Xbox One. Final Fantasy XV đang được phát triển bởi một nhóm nghiên cứu thuộc Bộ phận sản xuất số 1 Square Enix và là lần đầu tiên sử dụng bộ engine middleware Luminous Studio của công ty. Ban đầu giám đốc sản phẩm Final Fantasy XV là Nomura Tetsuya chủ yếu thực hiện các ý tưởng cơ bản cho cốt truyện của Final Fantasy XV và tạo ra các nhân vật trong game. Đến năm 2014, Giám đốc Điều hành của Square Enix là Yūsuke Matsuda đã thông báo rằng Nomura quyết định giao lại vị trí của mình cho Tabata Hajime để tập trung vào việc thực hiện Kingdom Heart 3. Final Fantasy XV bắt đầu quá trình sản xuất một thời gian ngắn trước khi nó được công bố vào tháng 5 năm 2006. Thời gian phát triển lâu dài của trò chơi và sự vắng mặt trước mắt công chúng đã dẫn đến nhiều tin đồn có liên quan đến sự hủy bỏ có thể của nó hoặc chuyển sang nền tảng khác. Vào tháng 6 năm 2013, tựa game cuối cùng nhà sản xuất tiết lộ đã được đổi tên và chuyển sang hệ thống từ PlayStation 3 sang hệ máy console thế hệ thứ tám.

## Lối chơi
Final Fantasy XV là một game nhập vai hành động kèm theo các yếu tố của thể loại chặt chém góc nhìn thứ 3. Các nhân vật có khả năng chu du qua từng khu vực theo phong cách tự do mà còn lấn sang việc chiến đấu với kẻ địch lớn hơn. Trong suốt cuộc hành trình, những dấu hiệu có thể được đặt xung quanh môi trường để giúp người chơi nhận biết hướng đi xung quanh. Thế giới trong game là một vùng đất rộng lớn được kết nối với nhau mà người chơi có thể khám phá bằng nhiều phương thức như đi bộ, lái xe và cưỡi chocobo. Người chơi chỉ phải bắt gặp màn hình nạp game khi nhóm của Noctis đang bước vào một thành phố hoặc thị trấn sầm uất nào đó. Người chơi còn có thể ghé thăm các địa điểm khác nhau cho đến việc nghỉ ngơi trong khách sạn hoặc mua sắm trang thiết bị và nguyên liệu để nấu ăn trong chuyến cắm trại. Noctis cũng có thể lái xe hoặc giao quyền điều khiển lại cho Ignis, kích hoạt một tùy chọn tự động lái. Việc bảo dưỡng xe cộ do nhân vật thợ máy Cindy đảm trách. Để cưỡi những con chocobo, người chơi buộc phải thuê chúng. Hệ thống thời gian ngày và đêm có ảnh hưởng đến sự xuất hiện của những con quái vật trên bản đồ thế giới. Một ngày trong game tương đương với một giờ của thời gian thực, và những nhân vật không nghỉ ngơi sau cuộc hành trình sẽ suy giảm khả năng chiến đấu. Chủng loại, số lượng và sức mạnh của đối phương thay đổi tùy thuộc vào thời gian trong ngày. Bên cạnh đó, Final Fantasy XV còn có thêm một hệ thống thời tiết năng động, với các hiệu ứng nhất thời như mưa gió ảnh hưởng đến những thứ như quần áo của nhân vật.
Cắm trại qua đêm là điều cần thiết cho các nhân vật nhằm duy trì hiệu suất chiến đấu và tăng cấp, điểm kinh nghiệm thu được trong trận chiến trong ngày sẽ được chuyển đổi trong thời gian cắm trại. Trại trở thành một nơi trú ẩn an toàn trong quá trình khám phá thế giới, và nấu ăn bằng cách sử dụng nguyên liệu nằm rải rác ở các thị trấn và những nơi hoang vu giúp cải thiện trạng thái nhân vật mau nhất. Nhưng việc cải thiện trở nên yếu hơn khi thời gian trôi qua, do vậy người chơi cần thêm những bữa ăn mới để duy trì tình trạng này. Một khi kích hoạt địa điểm cắm trại, người chơi có thể quay trở lại bất cứ lúc nào. Ngoài ra, game còn bổ sung thêm những minigame như câu cá,game thùng,đua chocobo.... Người chơi có thể nhận nhiệm vụ từ nhân vật NPC và các bản cáo thị để đổi lấy kinh nghiệm và gil, một loại tiền tệ trong game. Vật phẩm mà người chơi mua được trong thế giới này thông qua việc thu thập hay chiến đấu cũng có thể được bày bán ra tại những khu vực được gọi là điểm tụ tập. 

## Cốt truyện
Final Fantasy XV mở đầu khi hai quốc gia Lucis và Niflheim cùng tuyên bố hiệp ước đình chiến, chấm dứt cuộc chiến tranh lạnh đã nổ ra giữa hai bên nhằm tranh đoạt quyền sở hữu viên tinh thể cuối cùng của thế giới. Một bản hòa ước sau cùng cũng được lập ra, và theo đúng một phần của thỏa thuận là Hoàng tử Noctis sẽ kết hôn với Tiểu thư Lunafreya của Tenebrae. Sau khi Noctis rời khỏi cái ngày hiệp ước chính thức sẽ được ký kết, Niflheim bất ngờ tung quân xâm chiếm Lucis và đoạt lấy viên tinh thể trong tay trước khi phát động hàng loạt cuộc tấn công vào các nước Solheim, Tenebrae và Accordo. Noctis và bạn bè của anh giờ đây phải lao vào cuộc hành trình giành lại viên tinh thể của vương quốc mình và đánh bại đạo quân xâm lược của Niflheim.

### Bối cảnh
Final Fantasy XV lấy bối cảnh trong một thế giới tương tự như Trái Đất ngày nay. Vùng đất nổi tiếng này được phân chia thành nhiều quốc gia gồm Lucis, Tenebrae, Niflheim, Solheim và Accordo. Mỗi quốc gia trừ Niflheim từng giữ một viên tinh thể, đem lại cho họ quyền lực chính trị đáng kể, nhưng các cuộc chiến tranh do mấy nước này tiến hành dẫn đến tất cả viên tinh thể đều bị thất lạc ngoại trừ Lucis. Dưới sự bảo vệ của viên tinh thể, Lucis phát triển thành một xã hội hiện đại có công nghệ tiên tiến, trong khi mọi các quốc gia khác thì lại thụt lùi trở thành những xã hội thời Trung cổ do tập trung vào việc phát triển vũ khí. Đế quốc Niflheim trở thành kẻ thù chính của Lucis; do sự khởi đầu của việc giải cứu toàn bộ thế giới trong game dành cho Lucis đã đổ sập dưới ách thống trị của Niflheim. Trong thế giới của Final Fantasy XV những người từng trải qua kinh nghiệm cận tử đều được ban phát quyền năng ma thuật từ Xứ sở Vô hình, vương quốc của người chết dưới sự cai trị của nữ thần Etro. Sức mạnh này bao gồm khả năng đoán trước cái chết của mọi người và giao tiếp với các vị thần, và có cả tác động tích cực lẫn tiêu cực cho những ai sử dụng chúng. Được biết đến với tên gọi Oracles, họ là những người duy nhất nắm giữ khả năng chiến đấu Plague of the Stars"—một hiện tượng siêu nhiên đang đe dọa nhấn chìm thế giới vào màn đêm vĩnh cửu.

### Nhân vật
Người chơi sẽ vào vai:
Noctis Lucis Caelum (ノクティス・ルシス・チェラム Nokutisu Rushisu Cheramu, Suzuki Tatsuhisa lồng tiếng), nhân vật chính của trò chơi là Thái tử của Lucis không may mắn bị giới hạn quyền năng do bị một con Daemon tấn công lúc nhỏ (Final Fantasy XV: Brotherhood).
Người chơi có thể vào vai các nhân vật phụ sau khi mua bản DLC với cốt truyện riêng,những nhân vật phụ gồm có:
Gladiolus Amicitia (グラディオラス・アミシティア Guradiorasu Amishitia, Miyake Kenta lồng tiếng), người anh đáng kính của Noctis và là người thừa kế dòng tộc lâu đời giữ trọng trách bảo vệ hoàng gia Lucis;
Ignis Stupeo Scientia (イグニス・ストゥペオ・スキエンティア Igunisu Sutupeo Sukientia, Miyano Mamoru lồng tiếng), Bàn tay của nhà vua, nhà chiến thuật quân sự tài ba và là người bạn thời thơ ấu của Noctis;
Prompto Argentum (プロンプト・アージェンタム Puronputo Ājentamu, Kakihara Tetsuya lồng tiếng), một người bạn của hoàng tử xuất thân thấp kém;
Cor Leonis (コル・リオニス Koru Rionisu, Tōchi Hiroki lồng tiếng), một trong ba chiến binh mạnh nhất xứ Lucis, người đồng hành cùng nhóm và đóng vai trò như người giám hộ của họ, và là cận thần trung thành của Noctis, ông còn là người bạn gần gũi và lâu năm với nhà vua.
Trong số các nhân vật khác trong trò chơi có
Lunafreya Nox Fleuret (ルナフレーナ・ノックス・フルーレ Runafurēna Nokkusu Furūre), người bạn thời thơ ấu và là vị hôn thê của Noctis, một người Oracle đến từ tỉnh tự trị của đế quốc Tenebrae;
Cindy (シドニー Shidonī, "Cidney", Nakagami Ikumi lồng tiếng), thợ máy chính của nhóm Noctis;
Regis Lucis Caelum CXIII (レギス・ルシス・チェラム113世 Regisu Rushisu Cheramu Hyakujūsansei, Isobe Tsutomu lồng tiếng), cha của Noctis và là Vua xứ Lucis kiêm luôn vai trò bảo quản viên tinh thể;
Idola Aldercapt (イドラ・エルダーキャプト Idora Erudākyaputo, Ogawa Shinji lồng tiếng), Hoàng đế Niflheim,
Cid (シド Shido), Thợ máy,ông nội của Cindy và là người bạn thân khi xưa cũng đã từng chinh chiến với Vua Regis,
Gentiana (ゲンティアナ Gentiana), hầu cận riêng của Lunafreya, và là một nữ kỵ sĩ rồng vô danh, danh tính thật là Astral God Shiva,
Ardyn Izunia (アーデン・イズニア, Āden Izunia?), Đại pháp quan của Niflheim, và là nhân vật phản diện chính của trò chơi,
Aranea Highwind (アラネア・ハイウィンド, Aranea Haiwindo?), Một Dragoon và là chỉ huy của không quân đoàn thứ 83 của Nilfheim.

## Phát triển
Final Fantasy XV đã bắt đầu phát triển vào năm 2006 và được công bố như là một tựa game độc quyền cho hệ máy console PlayStation 3 (PS3) mang tên gọi Final Fantasy Versus XIII.edge Nó tạo thành một phần của Fabula Nova Crystallis Final Fantasy, một sê-ri phụ của dòng game Final Fantasy chỉ được liên kết bởi một thần thoại chung. Giám đốc của game, người viết kịch bản ban đầu, nhà thiết kế nhân vật và trò chơi Nomura Tetsuya, đã lưu ý cho công việc của mình được thực hiện trên cả hai dòng Final Fantasy và Kingdom Hearts. Trong số nhóm nhân viên ban đầu khác gồm nhà biên kịch Nojima Kazushige, nhạc sĩ Shimomura Yoko, hai nhà sản xuất Hashimoto Shinji và Kitase Yoshinori, đạo diễn phim CGI Nozue Takeshi, giám đốc nghệ thuật Hasewaga Tomohiro, thiết kế cơ khí Takeya Takeyuki, giám đốc kế hoạch sự kiện Akiyama Jun, và họa sĩ vẽ tranh minh họa cho Final Fantasy là Amano Yoshitaka. Lối chơi thì chủ yếu dựa vào dòng game Kingdom Hearts qua việc điều khiển nhiều nhân vật trong các trận đánh thời gian thực tốc độ cao. Vài mẫu khái niệm bao gồm góc nhìn thứ nhất và thiếu đi công nghệ hiển thị kính lái HUD đa bị loại bỏ do nó trở nên xa lạ với Final Fantasy. Bộ engine được sử dụng vào lúc khởi đầu quá trình phát triển là Crystal Tools kiểu như một dạng engine middleware nội bộ được tạo ra dành cho phần cứng hệ máy chơi game thế hệ thứ bảy. Sau đó, quá trình phát triển đã được chuyển đến một môi trường mới bằng cách sử dụng một cơ chế lối chơi chuyên biệt dành cho game và các yếu tố ánh sáng lấy từ Luminous Studio, engine của công ty dành cho phần cứng thế hệ thứ tám. Giai đoạn tiền sản xuất kéo dài đến năm 2011, với quá trình phát triển chính thức chỉ bắt đầu vào tháng 9 năm đó.
Từ quá trình phát triển ban đầu, quy mô của dự án đã tăng lên qua các cuộc đàm phán trong công ty về việc thực hiện trò chơi trở thành tựa game Final Fantasy chính tiếp theo. Sau khi Square Enix dự cuộc triển lãm phần cứng hệ máy chơi game thế hệ thứ tám và quyết định thay đổi tựa đề Final Fantasy Agito XIII thành Final Fantasy Type-0, trong nội bộ thì trò chơi được đổi tên thành Final Fantasy XV. Quá trình phát triển trước khi thay đổi thương hiệu vẫn chỉ đạt tiến độ 20-25% trước thời điểm này. Sau lần thay đổi này, đội ngũ nhân sự đã trải qua một số thay đổi lớn: Kitase và Nojima không còn tham gia nữa, với Itamuro Saori thay thế vị trí biên kịch chính của Nojima. Ngoài ra, Giám đốc điều hành sau của Square Enix là Wada Yoichi nằm trong đội ngũ sản xuất của Final Fantasy Type-0 chuyển sang giúp đỡ công đoạn phát triển của Final Fantasy XV. Đội ngũ nhân viên mới này gồm có giám đốc Type-0 Hajime Tabata, họa sĩ Naora Yusuke và Kamikokuryo Isamu. Tabata trở thành đồng giám đốc với Nomura cho đến năm 2014, khi Nomura được chuyển sang làm việc cho các dự án khác trong công ty và Tabata trở thành giám đốc duy nhất. Hashimoto, Shimomura, Hasewaga và Nozue vẫn giữ vai trò cũ của họ. Đội ngũ nhân viên không phải người Nhật gồm có thiết kế nhân vật Roberto Ferrari, nhà thiết kế game Prasert Prasertvithyakarn, và thiết kế trí tuệ nhân tạo Wan Hazama. Đội ngũ nhân viên sau cùng của game cũng lên tới số lượng đỉnh điểm từ 200 đến 300 người.